# Альман, Ханс
Ханс Альман (швед. Hans Jakob Konrad Wilhelmsson (W:son) Ahlmann, 14 ноября 1889, Карлсборг — 10 марта 1974, Хегерстен) — шведский географ и гляциолог.

## Ранние годы
Альман был студентом у профессора Герхарда де Геера, специалиста по четвертичной геологии, с которым в 1910 году участвовал в научной экскурсии на Шпицберген, что во многом предопределило в дальненйшем его научные интересы. Но 1913—1914 годы он провел в Париже, где хотел стать художником . Там же он прослушал несколько лекций знаменитого геоморфолога У. М. Дейвиса и, вернувшись в Швецию, написал работу по морфологии котловины озера Рагундашён, известного своим прорывом в 1796 г. Эту работу он защитил как докторскую диссертацию по геологии в 1915 году в Стокгольмском университете. В том же году был назначен там адъюнкт-профессором географии. С 1920 года стал адъюнкт-профессором географии в Уппсальском университете, а с 1929 года — профессором кафедры географии Стокгольмского университета.
В 1945 году Альман присутствовал на праздновании 220-летия Академии наук СССР и оставил благодарственное письмо:

Все прошло самым замечательным образом. Я позволю себе также выразить мое восхищение исключительно высоким уровнем русской науки. Несмотря на страшную войну, отбушевавшую в нашей части света, этот культурный уровень в СССР был не только сохранен, но и развит самым замечательным образом. Я убежден, что это развитие будет продолжаться на великую пользу как русскому народу, так и человечеству в целом. То, что Академия наук СССР немногим более чем через месяц после окончания войны пригласила на празднование этого юбилея также и представителей зарубежной науки, представляется мне доказательством редкостной энергии и способности преодолевать трудности, а также стремлением восстановить интернациональность науки

## Исследования
Проводил обширные исследования ледников Скандинавии и полярных областей. В 1930-х — 1940-х годах выступил организатором и научным руководителем крупных гляциологических экспедиций: шведско-норвежских на Шпицберген в 1931 и 1934 годах; шведско-исландской на ледник Ватнайёкюдль в Исландии в 1936—1937 годах; шведско-норвежской в северо-восточную Гренландию в 1939—1940 годах; норвежско-британско-шведской на Землю Королевы Мод в Антарктиде в 1949—1952 годах. Итогом этих уникальных более чем 20-летних работ стали две обобщающие публикации.. Альман изучил зависимость абляции ледников от температуры воздуха, радиационного режима и прочих факторов, заложили основы изучения баланса массы ледников, разработал первую геофизическую классификацию ледников. Впервые исследовал взаимосвязи оледенения и климата в современном и историческом плане.
Другие его работы включают гляциологические и геоморфологические исследования в Норвегии, а также антропологические и социально-географические исследования в Италии и Итальянской Ливии.
Альман был членом Шведско-норвежской ассоциации во время Второй мировой войны и послом Швеции в Осло 1950—1956 годах. Был президентом Международного географического союза (1960—1964) и его первым вице-президентом (1956—1960).
Ледник Альмана на Земле Грейама на Антарктическом полуострове был назван в честь него.